# Vittorio Mazzoni
Vittorio Mazzoni (Ancona, 17 settembre 1864 – Ostra, 11 febbraio 1897) è stato un medico italiano.
Istologo, fu scopritore insieme a Camillo Golgi dei cosiddetti corpuscoli di Golgi-Mazzoni.